# 小飛俠彼得潘 (電影)
《小飛俠彼得潘》（英語：Peter Pan）是一部2003年的好萊塢奇幻冒險電影，由P·J·霍根執導。主演包括傑瑞米·桑普特、傑森·艾塞克、瑞秋·哈伍德和露德温·塞尼耶等人。
該電影是依據J·M·巴里的小說《彼得潘》改編而成，描述长不大的小飞侠彼得潘，与小仙子叮噹长居于梦幻岛上。巧遇三位小孩：温蒂、约翰及米高，并赋予他们飞天的能力。他们本来可以在梦幻岛开心地嬉戏玩乐，岂料无恶不作的虎克船长及其一众海盗前来大肆破坏。使小飞侠必须营救好朋友离开梦幻岛，并与虎克船长展开一轮激战。
本片亦為第一部用真人演绎的有声电影版《彼得·潘》，也是除1987年苏联电视电影《彼得·潘》外第一部让男演员飾演彼得·潘的真人电影。

## 故事劇情
生活在爱德华时代的女孩温蒂·達令，出生在压抑的环境中，还整天被一个呆板顽固的父亲達令先生扼杀她童年的快乐和梦想，米莉森特姑媽還希望溫蒂長大後可以嫁個好丈夫。温蒂的弟弟约翰和米高，也遭受着類似的痛苦。達令家三姊弟靠講故事來暫時擺脫煩惱；但他們沒料到梦幻岛上永远也长不大的小孩——小飞侠彼得·潘在每晚都來偷聽故事。但在一次彼得·潘無意將其影子遺落在達令家，使他不得不与小仙子叮噹再度來達令家找回影子，温蒂發現了彼得，還幫他將影子縫回去。彼得決定教会達令家三姊弟飞翔，並帶他們去夢幻島探險。
一飞到梦幻岛，温蒂立刻被这个美丽而神秘的海岛吸引住了，这里有茂密的丛林、高大的树木，还有野蛮的印第安人、神秘的人魚，以及横行附近海面的坏蛋海盗。彼得带着温蒂他们來到了一个隐蔽的树洞，这就是他们在梦幻岛上的家，還認識了彼得管教的一批「失落的男孩」。在梦幻岛期間，温蒂逐漸對彼得產生了一種情感，當她向彼得表白時，彼得卻說自己永遠也不想長大，使温蒂很傷心。同時小仙子叮噹在對彼得與溫蒂之間關係的忌妒下，將樹洞所在位置告訴了彼得的死敵——海盜虎克船長，致使溫蒂等人被抓到海盜船「骷髏號」上。虎克船長還在彼得的藥中下毒，但良心發現的小仙子搶在彼得前喝下毒藥。
彼得來到骷髏號上與虎克船長決鬥，虎克嘲笑彼得說溫蒂長大後會將他永遠遺忘，使傷心的彼得被打敗。虎克准許溫蒂和彼得訣別，溫蒂給了彼得一個隱藏的吻，而使彼得恢復信心與力量，重新擊敗虎克，讓他被等待已久的大鱷魚吞掉。
借住島上眾仙子的幫助，使海盜船飛到了倫敦；溫蒂、约翰和米高和家人團聚，失落的男孩們也被達令家領養。彼得在跟溫蒂保證永遠不會忘記她之後飛回了夢幻島。

## 主要演员
| 演員                                      | 角色                                       | 備註                 |
| 傑瑞米·桑普特 Jeremy Robert Myron Sumpter | 彼得潘 Peter Pan                           |                      |
| 傑森·艾塞克 Jason Isaacs                  | 達令先生/虎克船長 Mr. Darling/Captain Hook |                      |
| 瑞秋·哈伍德 Rachel Hurd-Wood              | 溫蒂·達令 Wendy Darling                    |                      |
| 奥莉维亚·威廉姆斯 Olivia Williams         | 達令小姐 Mrs. Darling                      | 溫蒂等人的母親       |
| 露德温·塞尼耶 Ludivine Sagnier            | 小叮噹 Tinker Bell                         | 小仙子，彼得潘的夥伴 |
| 喬治·麥凱 George MacKay                   | 柯利 Curly                                 |                      |
| 琳恩·蕾格烈芙 Lynn Redgrave               | 米莉森特姑媽 Aunt Millicent                | 溫蒂等人的姑媽       |
| 哈里·埃登 Harry Eden                      | 尼布斯 Nibs                                |                      |
| 李察·布萊爾斯 Richard Walmesley Blair     | 史密先生 Mr. Smee                          | 鐵鉤船長的大副       |
| 佛瑞迪·帕普威爾 Freddie Popplewell        | 麥可·達令 Michael Darling                  |                      |
| 哈里·紐維爾 Harry Newell                  | 約翰·達令 John Darling                     |                      |
| 魯伯特·西莫尼安 Rupert Simonian           | 圖特爾斯 Tootles                           |                      |
| 莎佛朗·布洛斯 Saffron Burrows             | 旁白 Aside                                 |                      |

## 故事主题
副标题“不会长大的男孩”强调了这个故事最基本的主题：童年的纯真与成年人的责任之间的冲突。彼得拒绝了从儿童转变为成年人，并且鼓动其他的孩子也这样做。然而书中的第一句“所有的孩子都会长大，除了一个人，”以及故事的结局表明了这个愿望的不现实性。在这种转变之中也有着悲剧的成分。

## 影片花絮
本片遵循了以往戏剧和电影的传统，让同一位演员扮演温迪的父亲和铁钩船长。
片中米莉森特姑妈看的小说是H·G·韦尔斯的《世界大戰》。
在片中扮演"娜娜"的3只狗都是公狗。
当铁钩船长在船舱中更衣时，他的左肩上出现了伊顿公学（Eton College）的校徽纹身，伊顿公学正是扮演铁钩船长的詹森·艾萨克的母校。
除了飞行训练之外，扮演彼得·潘的杰瑞米·桑普特在影片开拍前还接受了长达4个月的剑术训练，每天都要练习4小时。
在影片拍摄期间，杰瑞米·桑普特长高了8英寸，于是儿童室的窗口重做了4次。
在影片拍摄期间，蕾切儿·哈伍德和杰瑞米·桑普特曾因外伤和疲劳过度而被送进医院。

## 影片评价
“影像华丽，表演生动。”——《纽约邮报》 
“影片不但忠于原著，而且还以大胆创新的手法重新诠释了原著。”——《西北先驱》
“一部老少皆宜的改编佳作。”——《综艺》 

## 外部連結
- 互联网电影数据库（IMDb）上《小飛俠彼得潘》的资料（英文）
- 開眼電影網上《小飛俠彼得潘》的資料（繁體中文）